# Popielarka (skała)

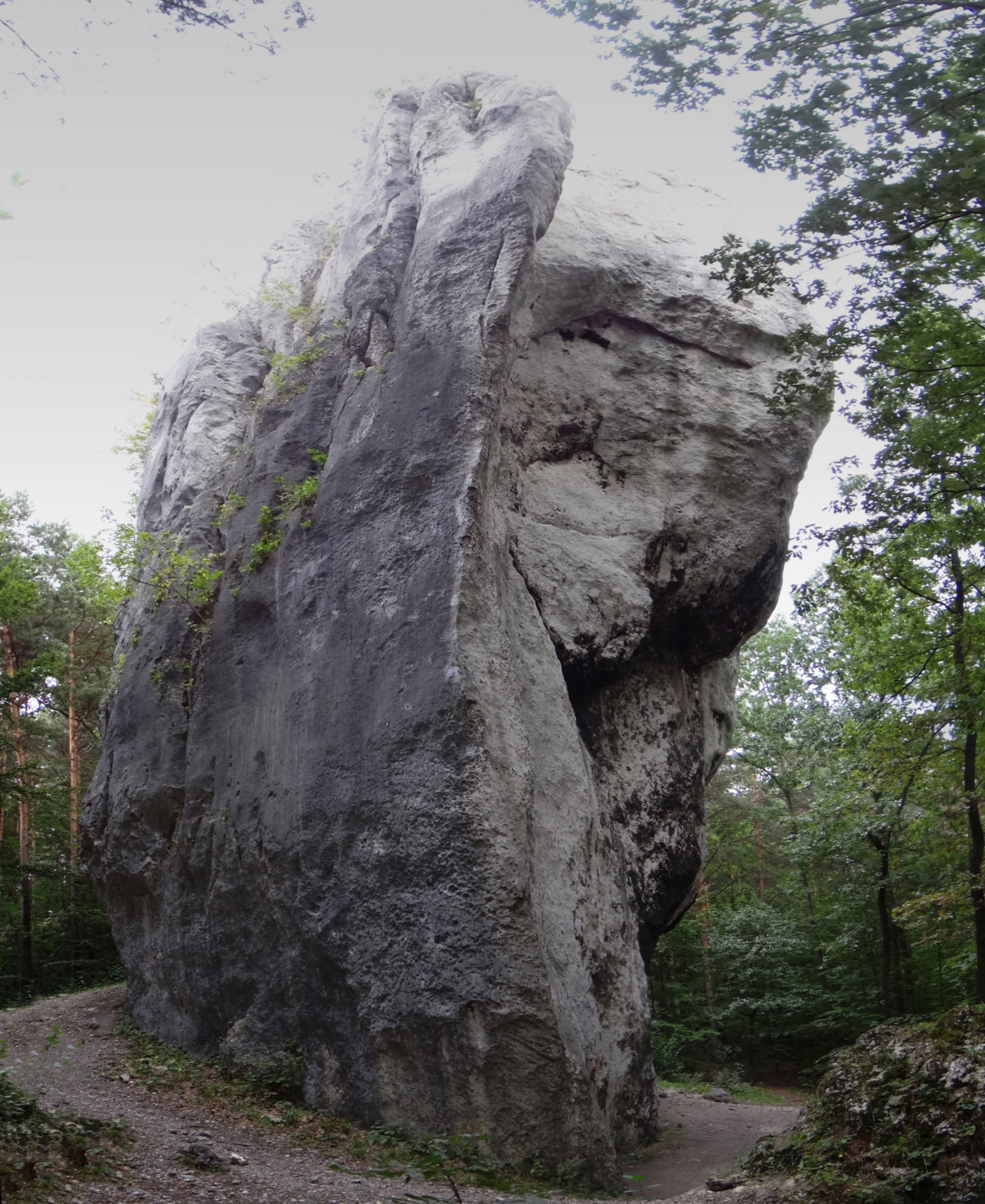

Popielarka – skała na Wyżynie Częstochowskiej, znajdująca się w lesie po północnej stronie zabudowanego rejonu wsi Morsko, w odległości około 700 m na zachód od Zamku w Morsku. Wraz ze znajdującą się w jej sąsiedztwie dużo mniejszą skałą Płetwa należą do grupy Skał Morskich. Obydwie skały znajdują się w odległości około 200 m na północ od drogi leśnej, od której prowadzi do nich nieznakowana ścieżka.
Popielarka to zbudowana z wapienia turnia o wysokości 15–25 m, ścianach połogich, pionowych lub przewieszonych. Występują w niej takie formacje skalne, jak: komin, filar i zacięcie. Jest obiektem wspinaczki skalnej. Wspinacze poprowadzili na niej 27 dróg wspinaczkowych o trudności od IV+ do VI.6+ w skali Kurtyki i długości 16–28 m. Jest także projekt nowej drogi. Ściany wspinaczkowe o wystawie północno-wschodniej, wschodniej, południowo-wschodniej, południowej i południowo-zachodniej. Niemal wszystkie posiadają dobrą asekurację.